# الدوري البرتغالي الدرجة الثانية 1995–96
الدوري البرتغالي الدرجة الثانية 1995–96 هو موسم من الدوري البرتغالي الدرجة الثانية. فاز فيه نادي فارزيم.